# ケビン・サンダーソン

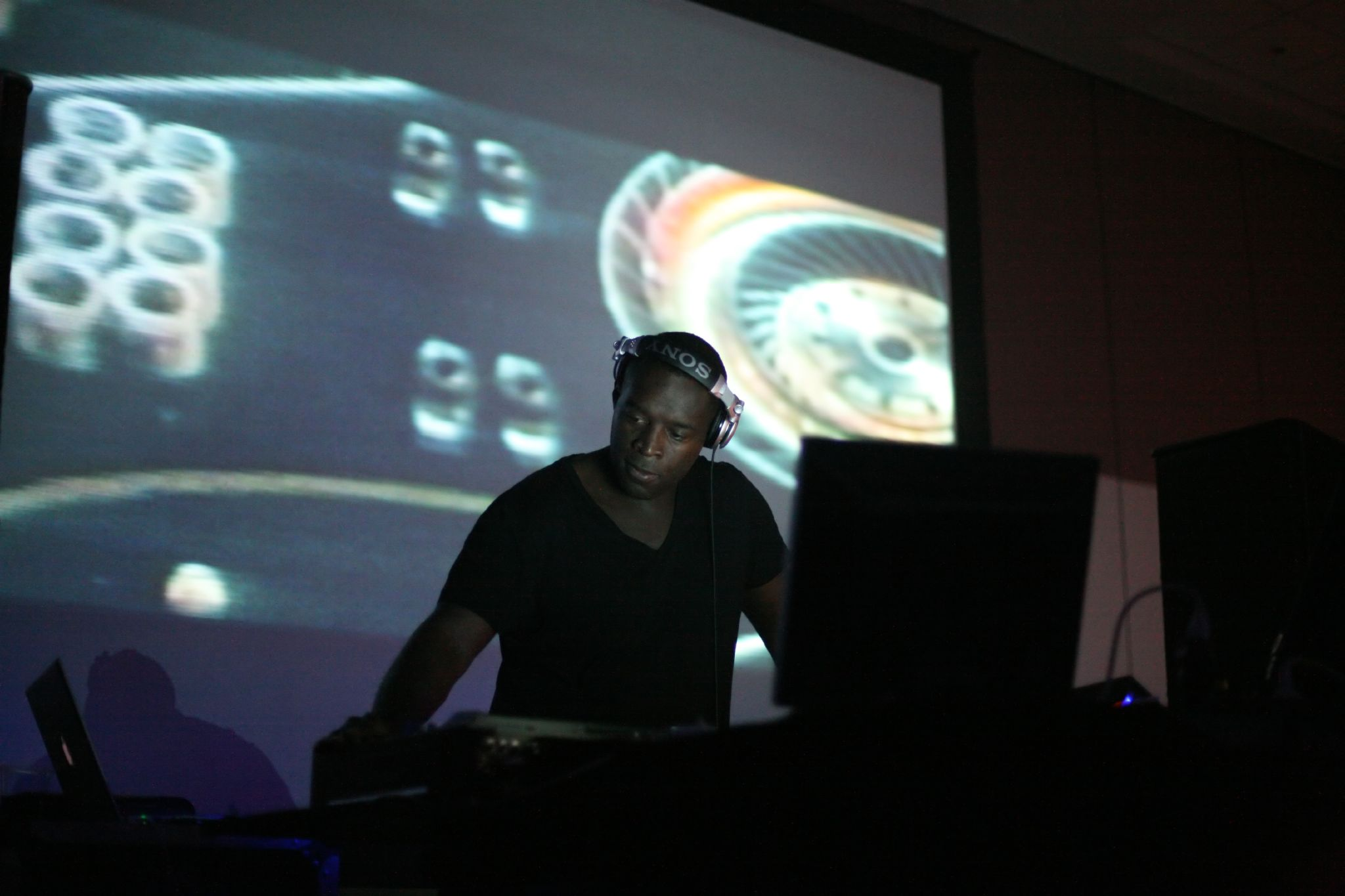
ケヴィン・サンダーソン

ケヴィン・サンダーソン（Kevin Saunderson、1964年9月5日 - ）は、アメリカのテクノ・ミュージシャン、DJである。

## 来歴
テクノ・シーンにおけるキーマンの一人とされ、ホアン・アトキンス、デリック・メイらと共にデトロイト・テクノ創始者に一人に数えられる。この3人は、ベルヴィル・スリー（The Belleville Three）とも呼ばれている。
ニューヨーク州ブルックリン生まれ。後にミシガン州デトロイトへと移住し、高校でアトキンス、メイと同級生となる。この間に音楽的影響を受け、音楽活動を開始する。
音楽活動初期は、他の2人と異なりボーカルが存在するバンド活動もしていた。トロニックハウス（Tronik House）、リース・プロジェクト（Reese Project）、エッセアレイ（Essaray）、E＝ダンサー（E-Dancer）、そして商業的に最も成功したインナー・シティである。インナー・シティでは「Whatcha Gonna Do with My Lovin'」が注目を集めた。この曲は、ステファニー・ミルズのR&Bヒットのカバーである。現在はDJ活動、ソロ活動を行っている。また自身のレーベルKMSレコードも運営している。